# Tischtennisweltmeisterschaft 1971
Die 31. Tischtennisweltmeisterschaft fand vom 28. März bis 7. April 1971 in Nagoya (Japan) statt. Gespielt wurde in der Halle des Aichi-Gymnasiums.

## Sieger
Erstmals seit der WM 1965 in Ljubljana nahmen die Spieler und Spielerinnen aus der Volksrepublik China wieder an den Tischtennis-Weltmeisterschaften teil. Chinas Herren mit der „alten Garde“ um Zhuang Zedong und Li Furong gewannen auch den Mannschaftswettbewerb souverän. Die chinesischen Damen mussten den Japanerinnen den Vortritt lassen. Die DDR war nicht vertreten.
Insgesamt nahmen 39 Herren- und 27 Damenmannschaften teil.
Im Herreneinzel siegte sensationell der erst 18-jährige Schwede Stellan Bengtsson gegen Titelverteidiger Shigeo Itō. Erstmals seit der WM 1961 wurde mit Lin Huiqing aus China eine Nicht-Japanerin Weltmeister im Dameneinzel.
Auch im Herrendoppel siegten mit István Jónyer/Tibor Klampár aus Ungarn zwei junge europäische Spieler.
Der österreichische Tüftler und Spieler Toni Hold verblüffte mit dem von ihm selbst entwickelten Anti-Topspin-Belag, der aus einer völlig ungriffigen und unelastischen – eher Pappe als Kautschuk ähnelnden – Decklage und einer weichen, grobporigen Schwammunterlage hergestellt war, Experten und Gegner gleichermaßen. (9 Jahre später sollte ein bis dahin völlig unbekannter Brite John Hilton mit einer Weiterentwicklung dieses Belages in Bern Europameister werden.)
Eberhard und Diane Schöler gewannen im Mixed die Bronze-Medaille. Es war die letzte Medaille, die sie gewinnen konnten.

## Spielmodus

### Mannschaftswettbewerb Herren
Zunächst wurden die Mannschaften in 12 Vorrundengruppen bestehend aus drei oder vier Teams gelost. Nach dem Modus „jeder gegen jeden“ wurde eine Rangfolge ausgespielt.
Es folgte die Zwischenrunde. Da wurden zwei Bereiche gebildet mit folgenden Gruppen gebildet:
- Gruppe A I, Gruppe A II, Gruppe A III
- Gruppe B I, Gruppe B II, Gruppe B III, Gruppe B IV

Alle Gruppen bestanden aus 6 Mannschaften mit Ausnahme von Gruppe B IV, in der nur drei Teams spielten. Die 12 Erstplatzierten der Vorrunde spielten in den Gruppen A I und B I gelost, die Zweitplatzierten in die Gruppen A II und B II, die Dritten in die Gruppen A III und B III. Die restlichen drei Mannschaften traten in Gruppe B IV an. In jeder Gruppe spielte „jeder gegen jeden“.
Danach spielten in der Endrunde
- die beiden Ersten von Gruppe A I und B I im Endspiel um die Weltmeisterschaft
- die beiden Zweiten von Gruppe A I und B I um Platz 3 und 4
- die beiden Dritten von Gruppe A I und B I um Platz 5 und 6
- die beiden Vierten von Gruppe A I und B I um Platz 7 und 8
- die beiden Fünften von Gruppe A I und B I um Platz 9 und 10
- die beiden Sechsten von Gruppe A I und B I um Platz 11 und 12
- die beiden Ersten von Gruppe A II und B II um Platz 13 und 14
- die beiden Zweiten von Gruppe A II und B II um Platz 15 und 16
- die beiden Dritten von Gruppe A II und B II um Platz 17 und 18
- die beiden Vierten von Gruppe A II und B II um Platz 19 und 20
- die beiden Fünften von Gruppe A II und B II um Platz 21 und 22
- die beiden Sechsten von Gruppe A II und B II um Platz 23 und 24
- die beiden Ersten von Gruppe A III und B III um Platz 25 und 26
- die beiden Zweiten von Gruppe A III und B III um Platz 27 und 28
- die beiden Dritten von Gruppe A III und B III um Platz 29 und 30
- die beiden Vierten von Gruppe A III und B III um Platz 31 und 32
- die beiden Fünften von Gruppe A III und B III um Platz 33 und 34
- die beiden Sechsten von Gruppe A III und B III um Platz 35 und 36

### Mannschaftswettbewerb Damen
Die Damenmannschaften spielten zunächst in 12 Vorrundengruppen mit je zwei oder drei Mannschaften. Die letzten der Dreiergruppen schieden aus. Die Ersten kamen in die Zwischengruppen A I und B I, die Zweitplatzierten in die Gruppen A II und B II. Die Endrunde wurde dann analog dem System der Herren ausgetragen.

### Einzelwettbewerbe
Die Einzelwettbewerbe wurden nach dem K.-o.-System ausgetragen. Lediglich die Verlierer der Vorrunde und der ersten Runde spielten in einer Trostrunde („Consolation“) weiter.
Gemäß einer Sitzung des ITTF Advisory Commitees, das 1970 in Novi Sad (Jugoslawien) tagte, wurde die Zahl der Teilnehmer eines Verbandes begrenzt. Bei früheren Weltmeisterschaften meldeten insbesondere die Gastgeber häufig viele Aktive an, um ihnen Erfahrung bei internationalen Turnieren zu ermöglichen.

## Abschneiden der Deutschen
Die deutschen Teilnehmer wurden betreut von Béla Simon, Rudi Gruber und Hannelore Schlaf.

### Mannschaftswettbewerb Herren
Die deutsche Mannschaft setzte sich in der Vorrunde gegen Nigeria, Malaysia und El Salvador jeweils mit 5:0 durch. In der Zwischenrunde A I siegte sie gegen England mit 5:4 und gegen Indonesien mit 5:0, danach folgten Niederlagen gegen Jugoslawien (3:5) und Japan (1:5). Nach dem Sieg über Südkorea (5:3) reichte es zu Platz 3. In der Endrunde verlor Deutschland gegen den Dritten der Gruppe B I Ungarn mit 2:5 und wurde somit Sechster.

### Mannschaftswettbewerb Damen
Die deutschen Damen gewannen die Vorrunde gegen Nepal mit 3:0. In der Zwischengruppe B I besiegten sie Ungarn (3:0) und Kambodscha (3:1), dagegen verloren sie gegen Rumänien (2:3), Japan (0:3) und Südkorea (0:3). Dies bedeutete Platz 4 und somit in der Endrunde Kampf um Rang 7. Hier siegten sie gegen England mit 3:0.

### Herreneinzel
Wilfried Lieck kam nach Siegen gegen V.M.Merchant (Indien), Yang (Kambodscha) und Chou Lan-sun (China) bis ins Achtelfinale, wo er gegen Jaroslav Kunz (ČSSR) ausschied.
Eberhard Schöler siegte gegen Phillip Adenkunle Santos (Nigeria), verlor aber in der zweiten Runde gegen den dreifachen Vizeweltmeister Li Furong (China).
Martin Ness schied sofort gegen Liang Geliang (China) aus.
Bernt Jansen besiegte Deepak Vadhera (Indien) und Derek Wall (Kanada), in Runde 3 war gegen den Bronzemedaillengewinner der vorherigen WM Tokio Tasaka (Japan) Endstation.
Klaus Schmittinger gewann in der Vorrunde gegen James Wuisan Empie Barlianto (Indonesien) und Waidi W. Dawodu (Nigeria), verlor aber in der ersten Runde gegen Štefan Kollárovits (ČSSR). In der Trostrunde kam er ins Endspiel, das er gegen Istvan Korpa verlor.

### Dameneinzel
Marta Hejma, die wegen ihrer Übersiedlung aus der ČSSR noch nicht im Mannschaftswettbewerb für Deutschland spielen durfte, siegte in der Vorrunde über Yvonne Eyre-Fogarty (Neuseeland), verlor aber in der ersten Runde gegen die Weltmeisterin Toshiko Kowada (Japan). In der Trostrunde kam sie bis ins Endspiel, wo sie Swetlana Grinberg (UdSSR) unterlag.
Diane Schöler verlor in der ersten Runde gegen Kasuko Inoue (Japan), ebenso erging es Agnes Simon gegen La I.S. (Südkorea).
Brigitte Scharmacher siegte gegen Ninu Shah (Nepal) und verlor in Runde 2 gegen Yasuko Konno (Japan).
Auch Wiebke Hendriksen schied nach einem Sieg über Ann Middleton-McMahon (Australien) in der zweiten Runde gegen Yukie Ōzeki (Japan) aus.

### Herrendoppel
Alle deutschen Doppel schieden frühzeitig aus:
- Jansen/Schmittinger: Sieg über Dawodu/Santos (Nigeria) und Bozorgzadeh/Sanjari (Iran), Niederlage gegen Šurbek/Stipančić (Jugoslawien).
- Eberhard Schöler spielte mit Südkoreaner Chu: Sieg über Merchant/Ali (Indien), Niederlage gegen Kollárovits/Kunz (ČSSR)
- Lieck/Ness: Sieg über Barone/Ogassawara (Brasilien) und Pedersen/Hansen (Dänemark), Niederlage gegen Itō/Kōno (Japan).

### Damendoppel
Auch die deutschen Damendoppel schieden frühzeitig aus:
- Hejma/Scharmacher: Sieg über Siswono/Nilasari (Indien), Niederlage gegen Ōzeki/Hamada (Japan)
- Schöler/Simon: Sieg gegen Traill/Fogarty (Neuseeland), Niederlage gegen Kobori/Kawamorita (Japan).
- Wiebke Hendriksen spielte zusammen mit der Ungarin Judit Magos: Sieg gegen Sweeris/Hicks (Französisch-Guayana/Ungarn), Niederlage gegen Kowada/Konno (Japan)

### Mixed
- Ness/Hendriksen: Sieg gegen Zulps/Hecht (Kanada), Niederlage gegen Jónyer/Magos (Ungarn).
- Jansen/Scharmacher: Dhondt/Rioual (Färöer), Niederlage gegen Tanaka/Ohba (Japan).
- Ehepaar Schöler: Sieg gegen Shibata/Kawamorita (Japan), Secrétin/Bergeret (Frankreich), Orlowski/Voštová (ČSSR), Beleznay/Kisházi (Ungarn), Niederlage im Halbfinale gegen Stipančić/Alexandru (Jugoslawien/Rumänien).
- Lieck/Simon: Niederlage gegen Nishii/Fukuno (Japan).
- Schmittinger/Hejma: Sieg über Strokatow/Antonyan (UdSSR), Aramaki/Motohashi (Japan), Niederlage gegen Kōno/Kowada (Japan).

## Politik
- Während dieser Weltmeisterschaft lud China die amerikanische Mannschaft zu einem Gastspiel nach Peking ein. Diesem Besuch folgten weitere Treffen von hochrangigen Politikern (Nixon 1972), wodurch Spannungen abgebaut und die Beziehungen verbessert wurden. Diese Ereignisse sind heute unter dem Begriff Ping-Pong-Diplomatie bekannt. Somit bekam diese TT-WM auch weltpolitische Bedeutung.
- China verbot seinen Spielern, gegen Aktive aus Südvietnam oder Kambodscha anzutreten. Aus diesem Grunde schied Zhuang Zedong in der 2. Runde des Herreneinzels kampflos aus. Auch die Chinesin Lin Meiqun trat in der ersten Runde des Dameneinzels gegen Tan Sok Chen (Kambodscha) nicht an.[2]

## Wissenswertes
- Shigeo Itō (Japan) erhielt den Richard-Bergmann-Preis für FairPlay.
- Die Nichtberücksichtigung des Österreichers Franz Thallinger wurde im Vorfeld kontrovers diskutiert.[3]
- Die Mannschaften der Staaten Österreich, Iran, Brasilien, Griechenland und Malaysia kamen zunächst nicht in die Gruppenauslosung, weil deren Meldungen beim Veranstalter nicht rechtzeitig ankamen. Sie wurden nachträglich in die Spielgruppen eingereiht.[4]
- Aus Kostengründen verzichtete die Schweiz auf eine Teilnahme. Stattdessen sollte das Geld für die Nachwuchsförderung ausgegeben werden.[3]
- Die japanische Post verwendet in Nagoya einen Sonderstempel zur TT-Weltmeisterschaft.

## Ergebnisse
Folgende Deutsche nahmen nur an den Individualwettbewerben teil:
- Damen: Marta Hejma

| Wettbewerb        | Rang | Sieger                                                                                           |
| ----------------- | ---- | ------------------------------------------------------------------------------------------------ |
| Mannschaft Herren | 1.   | China (Li Furong, Li Jingguang, Xi Enting, Zhuang Zedong, Liang Geliang)                         |
| Mannschaft Herren | 2.   | Japan (Tetsuo Inoue, Tokio Tasaka, Mitsuru Kōno, Nobuhiko Hasegawa, Shigeo Itō)                  |
| Mannschaft Herren | 3.   | Jugoslawien (Dragutin Šurbek, Zlatko Čordaš, Antun Stipančić, Milivoj Karakašević, Istvan Korpa) |
| Mannschaft Herren | 6.   | Deutschland (Bernt Jansen, Wilfried Lieck, Martin Ness, Klaus Schmittinger, Eberhard Schöler)    |
| Mannschaft Herren | 13.  | Österreich (Josef Bauregger, Günter Heine, Heinz Schlüter, Rudolf Weinmann)                      |
| Mannschaft Damen  | 1.   | Japan (Yasuko Konno, Emiko Ohba, Toshiko Kowada, Yukie Ōzeki)                                    |
| Mannschaft Damen  | 2.   | China (Lin Meiqun, Li Li, Lin Huiqing, Zheng Minzhi)                                             |
| Mannschaft Damen  | 3.   | Südkorea (Lee Ailesa, Choi Jung-sook, Chung Hyun-sook, Na In-Sook)                               |
| Mannschaft Damen  | 7.   | Deutschland (Wiebke Hendriksen, Brigitte Scharmacher, Diane Schöler, Agnes Simon)                |
| Mannschaft Damen  | 14.  | Österreich (Gabriele Smekal, Elisabeth Willinger)                                                |
| Herren-Einzel     | 1.   | Stellan Bengtsson – SWE                                                                          |
| Herren-Einzel     | 2.   | Shigeo Itō – JPN                                                                                 |
| Herren-Einzel     | 3.   | Dragutin Šurbek – YUG                                                                            |
| Herren-Einzel     | 3.   | Xi Enting – CHN                                                                                  |
| Damen-Einzel      | 1.   | Lin Huiqing – CHN                                                                                |
| Damen-Einzel      | 2.   | Zheng Minzhi – CHN                                                                               |
| Damen-Einzel      | 3.   | Li Li – CHN                                                                                      |
| Damen-Einzel      | 3.   | Ilona Voštová – TCH                                                                              |
| Herren-Doppel     | 1.   | István Jónyer/Tibor Klampár – HUN                                                                |
| Herren-Doppel     | 2.   | Liang Geliang/Zhuang Zedong – CHN                                                                |
| Herren-Doppel     | 3.   | Katsuyuki Abe/Yujiro Imano – JPN                                                                 |
| Herren-Doppel     | 3.   | Tokio Tasaka/Nobuhiko Hasegawa – JPN                                                             |
| Damen-Doppel      | 1.   | Zheng Minzhi/Lin Huiqing – CHN                                                                   |
| Damen-Doppel      | 2.   | Mieko Hirano/Reiko Sakamoto – JPN                                                                |
| Damen-Doppel      | 3.   | Setsuko Kobori/Yukiko Kawamorita – JPN                                                           |
| Damen-Doppel      | 3.   | Miho Hamada/Yukie Ōzeki – JPN                                                                    |
| Mixed             | 1.   | Zhang Xielin/Lin Huiqing – CHN                                                                   |
| Mixed             | 2.   | Antun Stipančić – YUG / Maria Alexandru-Golopenta – ROM                                          |
| Mixed             | 3.   | Eberhard Schöler/Diane Schöler – FRG                                                             |
| Mixed             | 3.   | Tokuyasu Nishii/Mieko Fukuno – JPN                                                               |

## Medaillenspiegel
| Rang  | Land                | Gold | Silber | Bronze | Gesamt |
| ----- | ------------------- | ---- | ------ | ------ | ------ |
| 1     | Volksrepublik China | 4    | 3      | 2      | 9      |
| 2     | Japan               | 1    | 3      | 5      | 9      |
| 3     | Schweden            | 1    | 0      | 0      | 1      |
| 3     | Ungarn              | 1    | 0      | 0      | 1      |
| 5     | Jugoslawien         | 0    | 0,5    | 2      | 2,5    |
| 6     | Rumänien            | 0    | 0,5    | 0      | 0,5    |
| 7     | BR Deutschland      | 0    | 0      | 1      | 1      |
| 7     | Tschechoslowakei    | 0    | 0      | 1      | 1      |
| 7     | Südkorea            | 0    | 0      | 1      | 1      |
| Total | Total               | 7    | 7      | 12     | 26     |